# Les Dents
Les Dents (französisch für Die Zähne; im Vereinigten Königreich The Needles, englisch für Die Nadeln; in Argentinien und Chile Agujas os Dientes von spanisch agujas ‚Nadeln‘ und los dientes ‚Die Zähne‘) sind vier 1500 m hohe und markante Felsnadeln im Norden der westantarktischen Alexander-I.-Insel. Sie ragen zwischen dem Mount Bayonne und dem Mount Paris auf.
Teilnehmer der Fünften Französischen Antarktisexpedition (1908–1910) unter der Leitung des Polarforschers Jean-Baptiste Charcot kartierten sie grob und gaben ihnen ihren deskriptiven Namen. Der britische Geograph Derek Searle vom Falkland Islands Dependencies Survey kartierte sie 1960 genauer mit Hilfe von Luftaufnahmen der US-amerikanischen Ronne Antarctic Research Expedition (1947–1948).